# Río Coya
Río Coya är ett vattendrag i Chile.   Det ligger i regionen Región de O'Higgins, i den södra delen av landet, 80 km söder om huvudstaden Santiago de Chile.
I omgivningarna runt Río Coya växer huvudsakligen savannskog. Runt Río Coya är det glesbefolkat, med 11 invånare per kvadratkilometer.